# Josef Hermann Beckmann
Josef Hermann Beckmann (* 14. Januar 1902 in Emsdetten, Westfalen; † 22. Juni 1971 in Freiburg im Breisgau) war ein deutscher Bibliothekar.

## Leben
Josef Hermann Beckmann studierte katholische Theologie, Geschichte und Philosophie in Münster und Freiburg im Breisgau. Die erste theologische Prüfung legte er 1925 ab, promoviert wurde er 1927 in Freiburg.
Anschließend trat er 1928 als Volontär in den Bibliotheksdienst an der Universitätsbibliothek Münster ein und wechselte 1929 an die Staatsbibliothek zu Berlin, wo er 1930 die Prüfung für den höheren Bibliotheksdienst ablegte. Ab 1930 arbeitete er an der Universitätsbibliothek Freiburg, zunächst als Bibliotheksassessor, ab 1933 als außerplanmäßiger Bibliothekar, ab 1935 als planmäßiger Bibliothekar, ab 1939 als Bibliotheksrat, ab 1949 als erster Bibliotheksrat und von 1954 bis zu seiner Pensionierung 1967 als deren Direktor.
Er forschte und publizierte auf dem Gebiet der Kirchengeschichte sowie zur Geschichte der Universität und der Universitätsbibliothek Freiburg.